# Delaware-öböl
A Delaware-öböl az Atlanti-óceán egyik nagy tengeröble Észak-Amerikában.

## Földrajzi helyzete
Az USA keleti partján, New Jersey és Delaware állam között, a Delaware folyó torkolatában terül el. Hossza 84 km, legnagyobb szélessége 56 km. Délnyugatról a Delmarva-félsziget határolja le. 
Az öböl bejáratát két kisebb félsziget szűkíti be:
- északról, a szárazföld felől a May-fok (Cape May),
- délről,  a Delmarva-félsziget felől a Henlopen-fok (Cape Henlopen).

A Delaware folyón még a nagy óceánjárók is felúszhatnak Wilmington, illetve Philadelphia kikötőjéig.

## Története
1609-ben fedezte föl Henry Hudson angol hajós, aki a Holland Kelet-indiai Társaság megbízásából az Északnyugati átjárót kereste.
Mivel könnyen megközelíthető és a viharoktól jól védett, a gyarmatosítás időszakában több, fontos kikötőt is építettek itt.